# 영덕여자고등학교
영덕여자고등학교(盈德女子高等學校)는 대한민국 경상북도 영덕군 영덕읍 덕곡리에 있는 사립 고등학교이다.

## 학교 연혁
- 1975년 11월 14일 : 영덕여자고등학교 2학급 설립(학교법인 조양학원)인가
- 1976년 3월 2일 : 이윤돈 이사장, 이발형 교장 취임
- 1976년 3월 6일 : 제1회 입학식 거행
- 1979년 2월 10일 : 제1회 졸업식 거행
- 1982년 10월 18일 : 영덕여자고등학교 12학급 학칙 변경 인가
- 1992년 7월 29일 : 학생생활관 준공
- 2003년 12월 4일 : 신관 교실 준공
- 2011년 3월 25일 : 제10대 석촌 박두호 이사장 취임
- 2011년 4월 1일 : 학교법인 석촌교육재단 변경인가
- 2013년 7월 7일 : 사교육절감 창의경영학교 선정
- 2013년 11월 27일 : 경상북도 학교 숲 조성사업 선정
- 2017년 2월 28일 : 시청각실 준공
- 2018년 7월 1일 : 친환경 천연잔디 학교 운동장 조성
- 2021년 3월 1일 : 제10대 박천애 교장 취임
- 2022년 2월 16일 : 제11대 조현주 이사장 취임
- 2022년 3월 1일 : 교과교실제 도입
- 2024년 2월 7일 : 제46회 졸업식(43명) (졸업생 누계 5,888명)
- 2024년 3월 4일 : 제49회 입학식(37명)

## 참고 자료
- 영덕여자고등학교 - 한국교육학술정보원 학교알리미